# PBZ Zagreb Indoors 2008
PBZ Zagreb Indoors 2008 — тенісний турнір, що проходив на кортах з твердим покриттям у місті Загреб, Хорватія з 25 лютого . Належав до категорії International Series.

## Фінальна частина

### Одиночний розряд
Сергій Стаховський —  Іван Любичич 7–5, 6–4

### Парний розряд
Пол Генлі /  Джордан Керр —  Крістофер Кас /  Рогір Вассен 6–3, 3–6, [10–8]